# آگوست آلسینا
آگوست آلسینا (انگلیسی: August Alsina؛ زادهٔ ۳ سپتامبر ۱۹۹۲) خواننده رپ و ترانه‌نویس اهل ایالات متحده آمریکا است. وی از سال ۲۰۰۷ میلادی تاکنون مشغول فعالیت بوده‌است.